# Hédauville
Hédauville là một xã ở tỉnh Somme, vùng Hauts-de-France, Pháp.

## Địa lý
Hédauville tọa lạc trên đường D938 và đường D919, khoảng Bản mẫu:Mi to km về phía đông bắc của Amiens.

## Dân số
| 1962                                                           | 1968 | 1975 | 1982 | 1990 | 1999 |
| -------------------------------------------------------------- | ---- | ---- | ---- | ---- | ---- |
| 116                                                            | 123  | 97   | 98   | 89   | 100  |
| Số liệu điều tra dân số từ năm 1962, dân số không tính hai lần |      |      |      |      |      |